# Гефсиманская церковь (Берлин)
Гефсима́нская церковь (нем. Gethsemanekirche), включённая в список охраняемых государством архитектурных памятников, протестантская церковь в столице Германии. Стала широко известной накануне падения Берлинской стены.

## Название и расположение
Название  храма связано с Гефсима́нией — местностью в Кедронской долине, которая отделяет Елеонскую гору от Храмовой в Восточном Иерусалиме. Небольшой сад вокруг Гефсиманской церкви напоминает про место моления Иисуса Христа в ночь перед его арестом. О том, что церковь получит именно такое название, торжественно объявил германский император Вильгельм II, лично присутствовавший в качестве верховного епископа на открытии храма 26 февраля 1893 года.

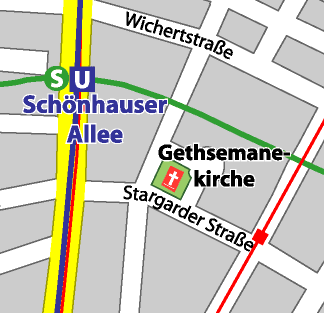
Место расположения на карте

Церковь находится в районе Пренцлауэр-Берг берлинского административного округа Панков, в 100 метрах от Шёнхаузер-аллее. С прилегающим садом церковь образует свой небольшой квартал, опоясанный улицами: Штаргардер-штрассе (нем. Stargarder Straße), Грайфенхагенер-штрассе (нем. Greifenhagener Straße) и Гефсиманештрассе (нем. Gethsemanestraße), которая с двух других сторон огибает церковный участок. Возвышающаяся над западным порталом башня-колокольня с остроконечной крышей притягивает внимание горожан с разных точек зрения. Фасады окружающих Гефсиманскую церковь домов относятся к наиболее роскошным в Пренцлауэр-Берге, который исторически был пролетарским районом по сравнению с аристократическими Шёнебергом и Шарлоттенбургом.

## История строительства
Быстрое развитие Берлина в конце XIX века вызвало потребность в новом строительстве для пополняющегося городского населения. В относительно небогатой северной части столицы среди плотных застроек доходными домами появляются школы и церковные приходы. К числу крупнейших землевладельцев на севере Берлина в то время принадлежал Вильгельм Грибенов (нем. Wilhelm Griebenow), который уже 1823 году заработал значительное состояние на купле и продаже недвижимости. Его вдова Каролине (нем. Caroline) подарила муниципалитету участок земли на Штаргардер-штрассе под строительство новой церкви, которое велось по проекту немецкого архитектора Августа Орта. Новая церковная община стала дочерней по отношению к уже существовавшей общине при другой протестантской церкви — Ционскирхе, тоже построенной по проекту архитектора Августа Орта, но на двадцать лет раньше (в годы 1866—1873). 20 марта 1891 года состоялась торжественная закладка первого камня, а уже два года спустя 26 февраля 1893 года Гефсиманская церковь была освящена.

Гефсиманская церковь в Пренцлауэр-Берге поблизости от  Шёнхаузер-аллее
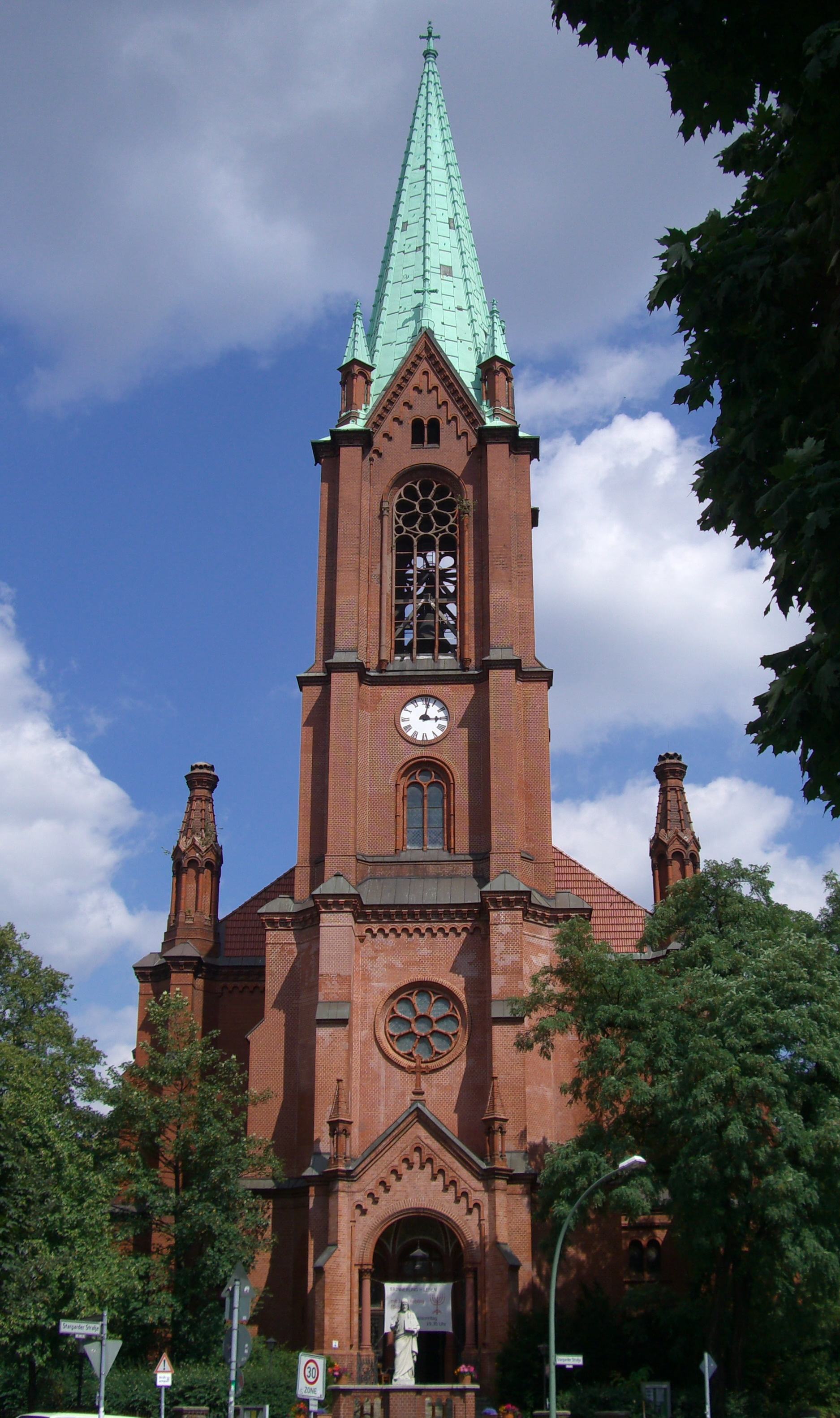
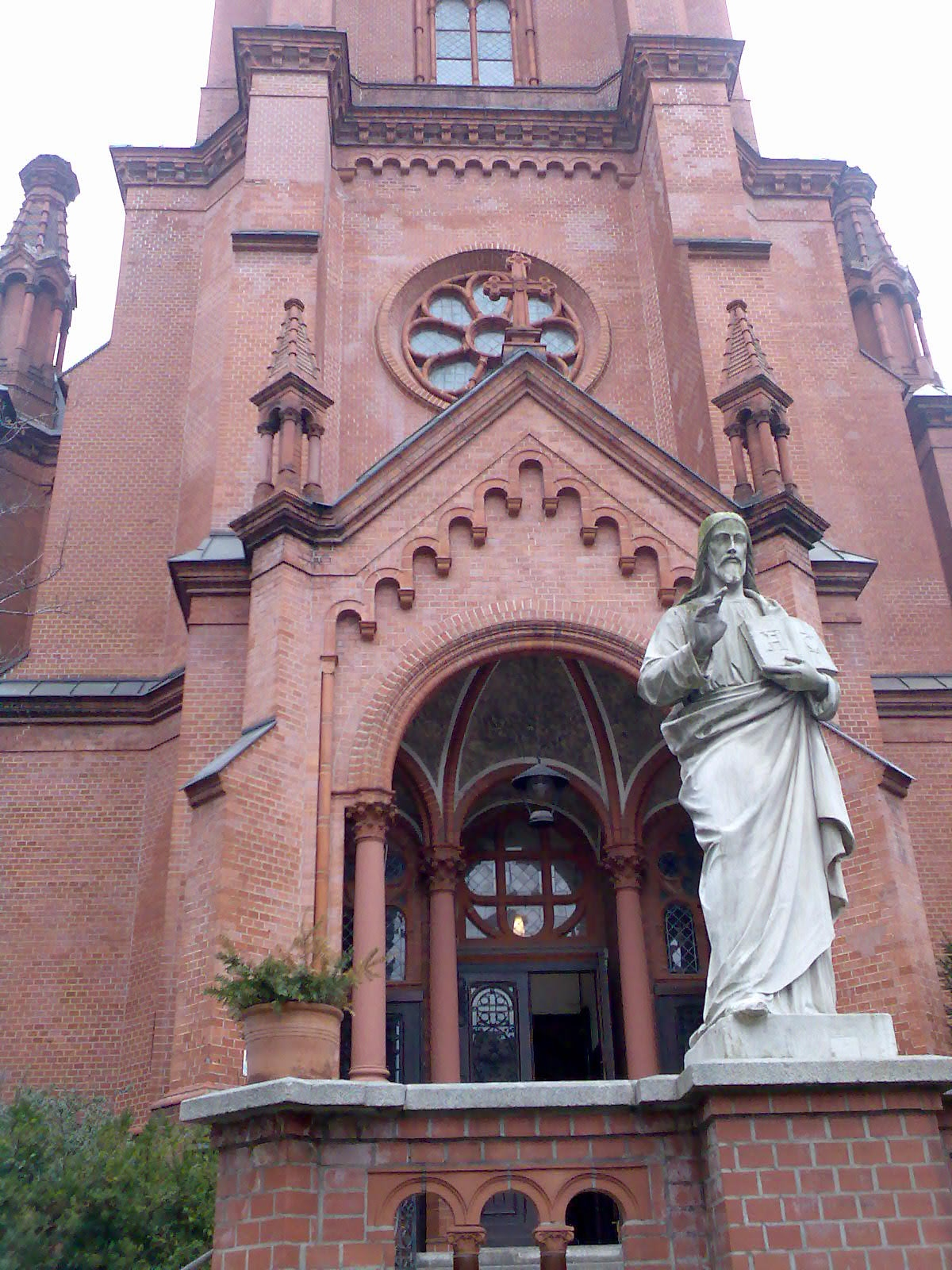
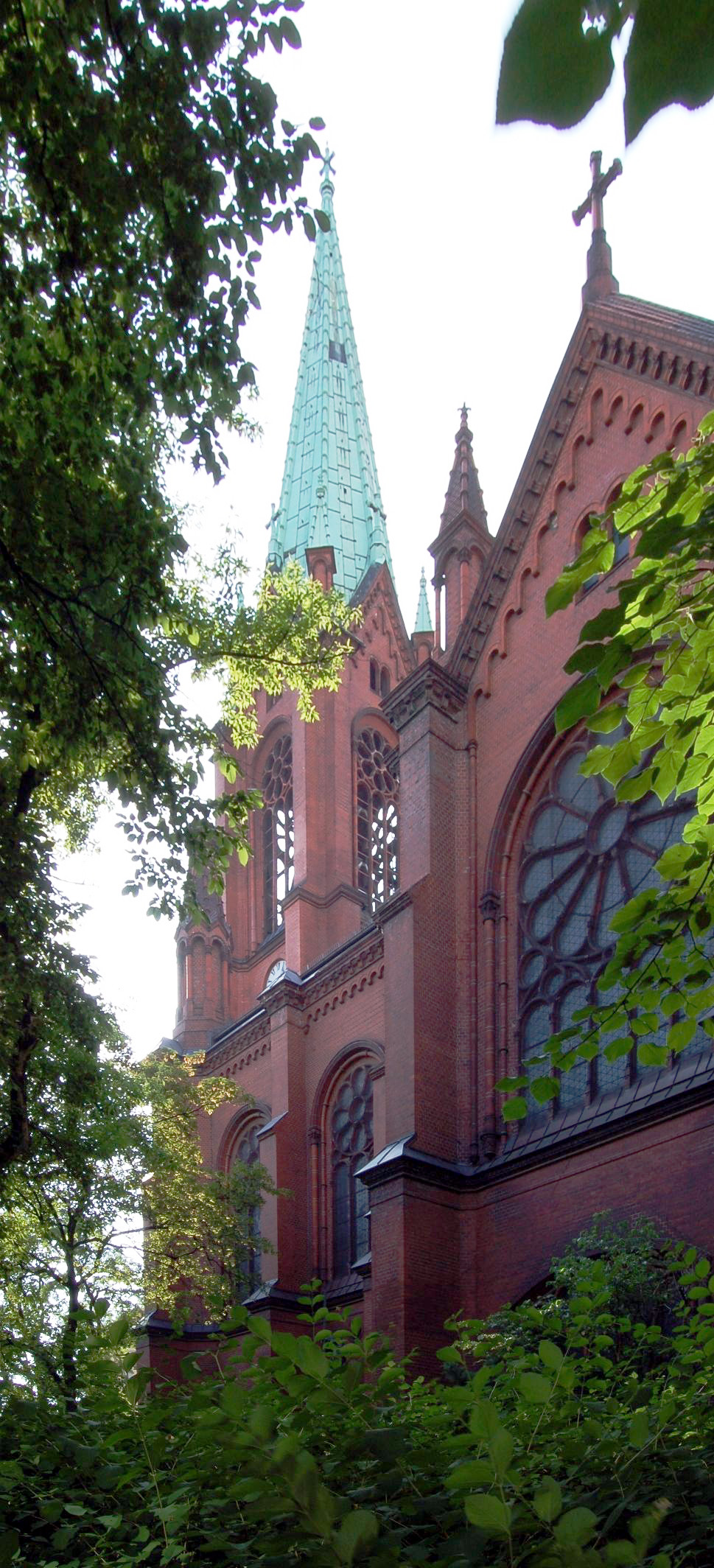

## Описание строения

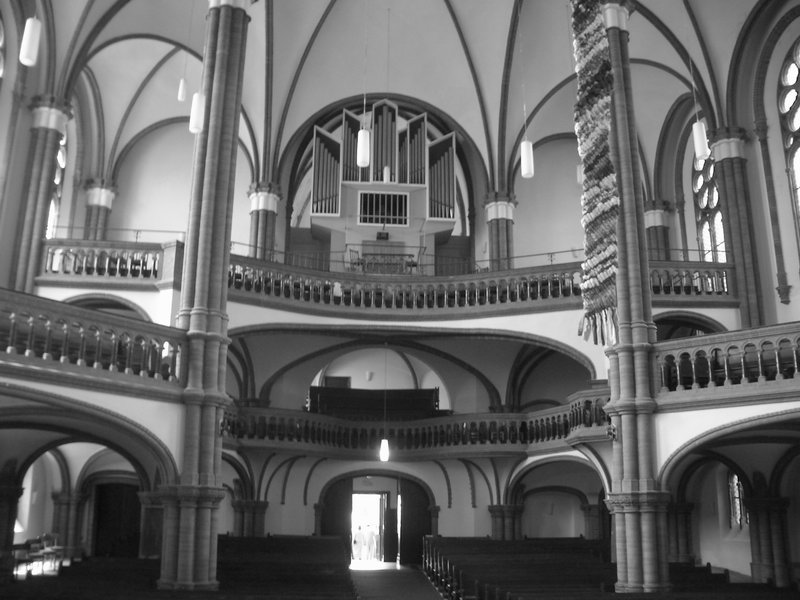
Интерьер с орга́ном, вид в сторону главного входа. Фото 2005 года

По своему облику Гефсиманская церковь тяготеет к неоготическому стилю с использованием неороманских и необарочных элементов. В строении гармонично сочетается тип вытянутого в длину зального храма с центральным средокрестием, образующим большой восьмиугольник. Это обеспечивает хорошую обзорность и слышимость в зале.
С восточной стороны здание завершается апсидой, которая имеет круговой обход, являющийся продолжением боковых нефов, с ризницей для хранения церковной утвари, богослужебного облачения священников и другими помещениями для нужд общины. Снаружи церковь выглядит более строго, чем изнутри. Доминирующая четырёхэтажная западная башня на квадратном основании увенчана крутым восьмиугольным шпилем. Наружные стены церкви подкреплены мощными контрфорсами, которые в углах здания завершаются декоративными башенками. За монументальным западным порталом на первом этаже расположен сводчатый вестибюль. В сравнении с аскетизмом большинства протестантских храмов Гефсиманская церковь по своему внутреннему убранству выглядит достаточно нарядно, центральная часть храма удивляет обилием света. Ребристые своды, ажурные окна в виде больших розеток, свободная композиция галерей (двухэтажных с западной стороны) — всё это придаёт своеобразную привлекательность интерьеру церкви.
В 1927 году в церкви проходили первые ремонтные работы. Старый орган немецкого мастера эпохи романтизма Вильгельма Зауэра был заменён на новый фирмы «Александр Шуке» из Потсдама (нем. Alexander Schuke. Potsdam Orgelbau). Во время Второй мировой войны здание церкви избежало серьёзных повреждений. Сильно пострадавшие от бомбёжек и только частично восстановленные цветные витражи украшают окна над алтарём, который в 1961 году при реставрации интерьера переместили из апсиды в молитвенный зал. С 1965 года там установлены: алтарный стол, крест из стальных пластин и латунные подсвечники, выполненные мастером Фрицем Кюном. Его сын Ахим Кюн (Achim Kühn) создал для алтаря в 2004 году большую декоративную Пасхальную свечу.

## Произведения искусства
В южном нефе храма установлена созданная в 1923 году Вильгельмом Гроссом экспрессионистская деревянная скульптура, которая изображает Иисуса Христа, молящегося на коленях в Гефсиманском саду. Это произведение было подарено церковной общине в память о прихожанах, погибших во время Первой мировой войны.

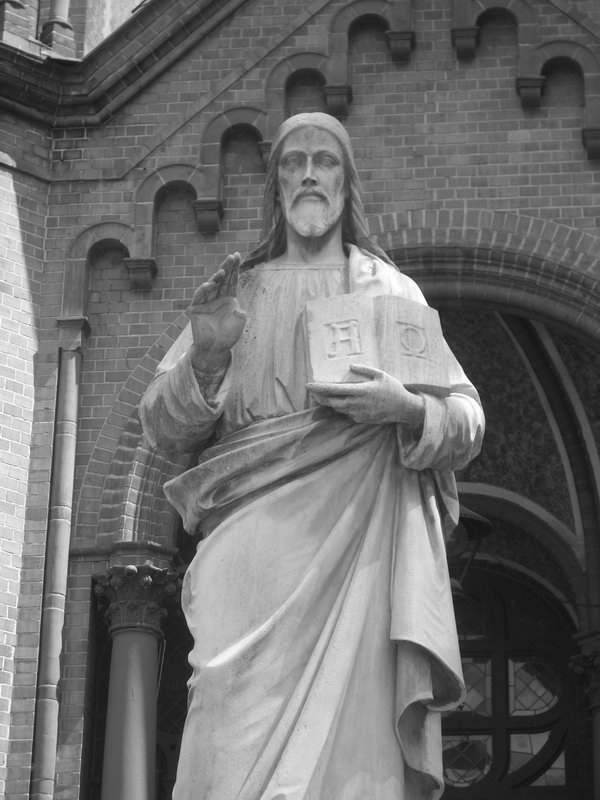
Благословляющий Христос.
Фото 2005 года

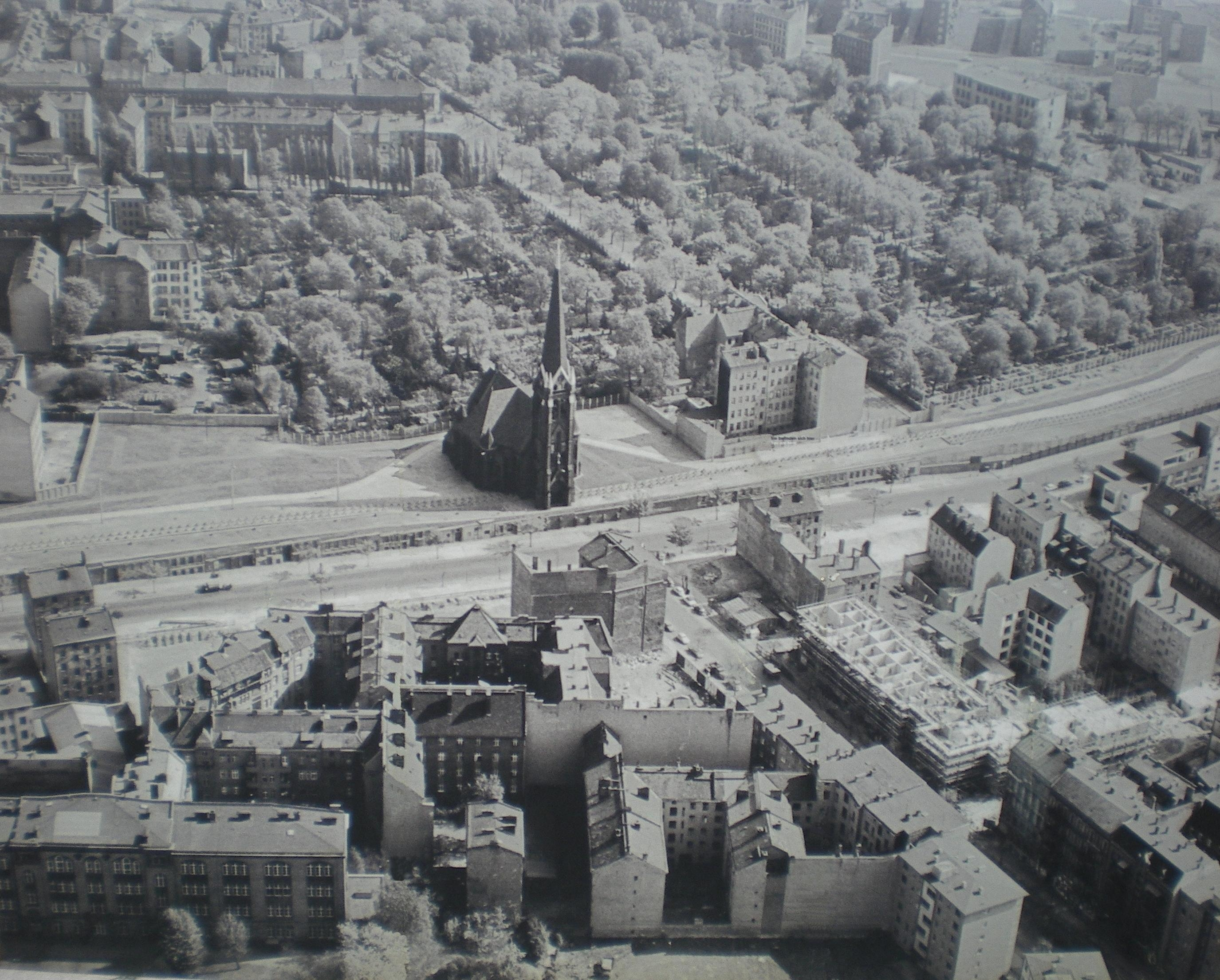
Церковь Примирения. Фото 1980 года

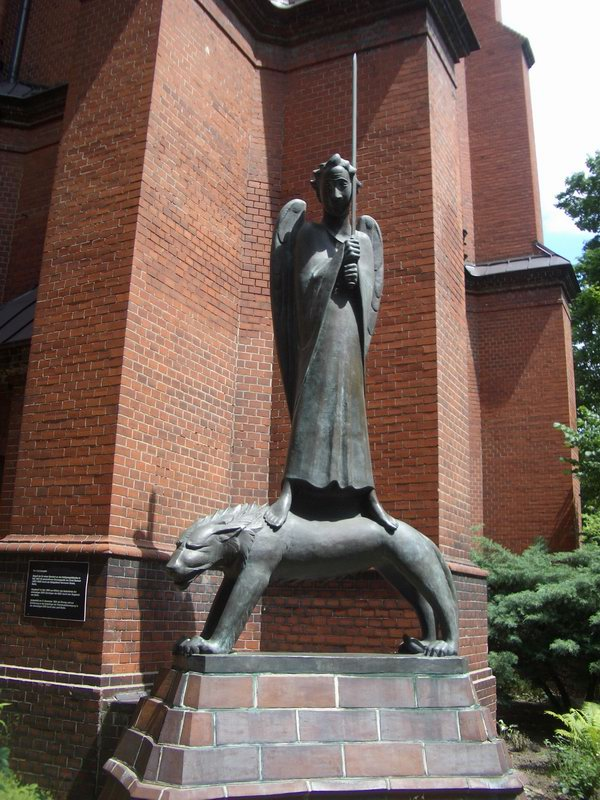
«Духоборец», копия скульптуры Эрнста Барлаха. Фото 2005 года

До 1965 года у входа в храм стояла изображающая Христа статуя, созданная датским художником Бертелем Торвальдсеном. Но она сильно обветшала и была удалена.
В 1993 году перед западным порталом Гефсиманской церкви появилась скульптура благословляющего Христа, ранее стоявшая в церкви Примирения и спасённая перед её взрывом.
В 1994 году накануне пятилетия со дня падения Берлинской стены (9 ноября 1989 года) перед южной стеной Гефсиманской церкви была установлена скульптурная композиция «Духоборец», как символ отстаивания демократических ценностей в экстремальных условиях. Магистрат Восточного Берлина ещё в 1990 году приобрёл эту бронзовую копию произведения «Духоборец» (нем. Der Geistkämpfer), созданного известным скульптором Эрнстом Барлахом в 1928 году. Первоначально планировалось установить «Духоборца» на Бебельплац в качестве антифашистского символа против сожжения книг в нацистской Германии. Но для просторной площади скульптура оказалась недостаточно крупной по размеру.
В саду при церкви со стороны Штаргардер-штрассе в День немецкого единства 3 октября 1990 года был установлен рельеф «Сопротивление» (нем. Widerstand), выполненный Карлом Бидерманном (нем. Karl Biedermann).

## Осень1989 года
Гефсиманская церковь приобрела в конце 1980-х годов особое значение в столице ГДР как место встреч активистов движения за  объединение Берлина.
Оппозиционные группы поддерживал прежде всего священник Вернер Видрат (нем. Werner Widrat). С начала 1989 года в церковной общине работали контактные телефоны для обеспечения актуальной информацией.
Девизом ненасильственного протеста стали приведенные в Евангелии от Матфея (26:37-46) слова Иисуса Христа в Гефсиманском саду: «Бодрствуйте и молитесь» (нем. "Wachet und betet").
С начала октября Гефсиманская церковь была открыта днём и ночью. В дискуссионных заседаниях принимали участие тысячи людей, горящие свечи мерцали в темноте на свободных площадках перед церковью.
7 октября в день празднования 40-летия ГДР полицейские подразделения и силы Шта́зи применили на Шёнхаузер-аллее насилие по отношению к свободным демонстрантам, многие из которых вынужденно бежали в Гефсиманскую церковь. Около 1000 человек были тем не менее арестованы и посажены в тюрьму. Впоследствии задержанных выпустили, благодаря собранным церковной общиной свидетельствам насилия и жестокого обращения с демонстрантами.
9 октября епископ Готфрид Форк (нем. Gottfried Forck) в Гефсиманской церкви призвал восточногерманское руководство «ясно и убедительно предпринять шаги, чтобы <…> была найдена демократическая и конституционная перспектива для ГДР».
5 ноября в Гефсиманской церкви прозвучала «Героическая» симфония Бетховена в исполнении Государственной капеллы. На этом концерте Рольф Ройтер (нем. Rolf Reuter), бывший в то время музыкальным руководителем одного из оперных театров Берлина (нем. Komische Oper Berlin), под шквал аплодисментов призвал: «Уберите стену!» Вслед за этим спонтанная демонстрация вышла на Шёнхаузер-аллее. После отставки руководства Восточной Германии церковь была местом встреч движения за гражданские права. Активисты этого движения собрались на церковное богослужение в марте 1990 года по случаю предстоящих первых многопартийных выборов, которые заложили основу для объединения двух германских государств.

## После1990 года

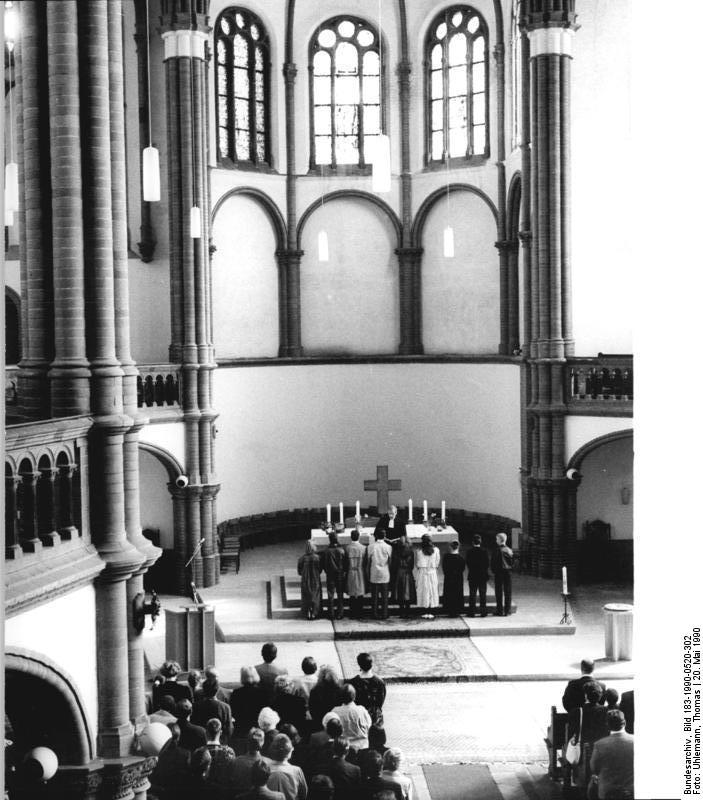
Богослужение в церкви. Фото 1990 года

Политическая приверженность миротворчеству, сохранившаяся и после объединения Германии, ярко проявилась во время войны в Персидском заливе в 1991 году. И по сей день в церкви регулярно проводятся молебны о мире.
В 2003 году Гефсиманская церковь вновь привлекла к себе пристальное внимание, когда во время Всемирного церковного собора в ней прошли два экуменических богослужения с общими Евхаристиями протестантских и католических христиан. Такое совместное богослужение заранее было объявлено, но позднее запрещено Папой Иоанном Павлом II. Нарушившие церковную дисциплину священники вынуждены были сложить свои полномочия.